# Caspar Walter

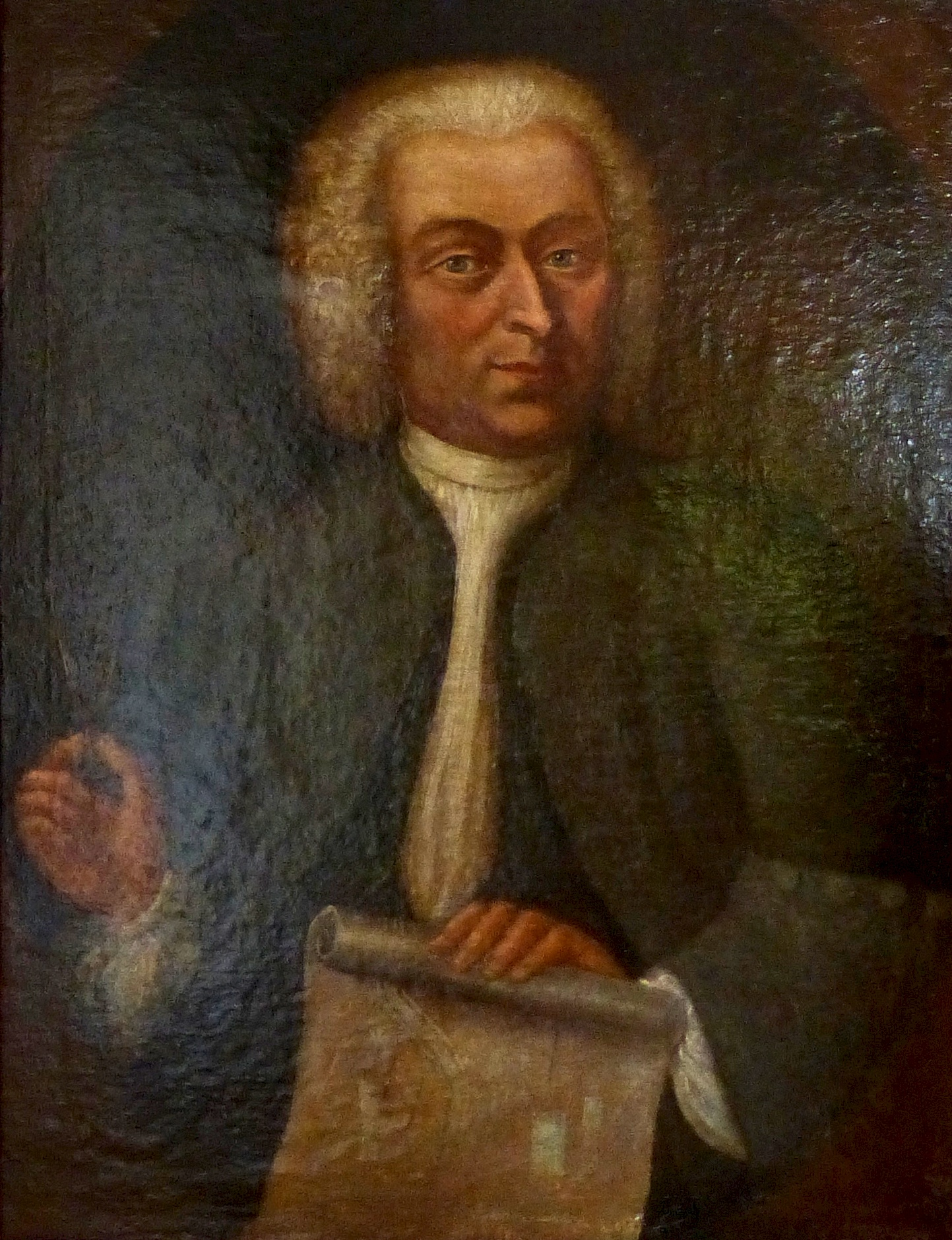
Caspar Walter

Caspar Walter (* 27. Februar 1701 in Augsburg; † 6. Januar 1769 ebenda) war der bedeutendste Brunnenmeister in Augsburg. Er verbesserte und baute die Wasserkunst in Augsburg stark aus, insbesondere beim Wasserwerk am Roten Tor. Sein schriftliches Hauptwerk Hydraulica Augustana (1754) gilt als wegweisendes, umfassendes Handbuch aller Aspekte der Wasserkunst.

## Leben
Caspar Walter wurde in Augsburg als Sohn des protestantischen Zimmermannes Caspar Walter d. Ä. (1661–1741) und seiner Frau Euphrosina geb. Wörner geboren. Er erlernte zunächst wie sein Vater das Zimmermannshandwerk und trat dann als Brunnenwerker in städtische Dienste. Das Handwerk der Brunnenmeisterei ging aus dem Zimmermannshandwerk hervor, da ein Großteil der Technik – Wasserräder, Wasserpumpen und auch die Rohrleitungen (Deicheln) – aus Holz gefertigt waren.
Mit der Goldschmiedetochter Maria Magdalena geb. Mair, die er 1722 heiratete, zeugte Walter sechs Kinder. 1728 hatte Walter den Posten des Obmanns im Unteren Brunnenwerk inne. Am 20. August 1736 erhielt er das Meisterrecht. Nachdem er beim Unteren Brunnenwerk seine Fähigkeiten bewiesen hatte, machte ihn die Stadt im Jahr 1741 zu ihrem „Stadt-Brunnen- und geschworenem Amts-Werck-Meister“. In dieser Position brachte Walter die Augsburger Brunnenwerke in den folgenden Jahrzehnten auf einen so überragenden neuen Stand, dass sie eine im ganzen Reich bekannte Sehenswürdigkeit wurden.
Caspar Walter verfasste 16 Schriften zu technisch-wirtschaftlichen Belangen seines Arbeitsbereichs, unter denen die Hydraulica Augustana (1754) die herausragendste Rolle einnimmt. Er ließ auch 25 maßstabsgetreue technische Modelle aus Holz anfertigen, die sich heute teilweise noch in der Modellkammer des Maximilianmuseums befinden, sowie Tafelbilder und Kupferstiche, die nach seinen Vorzeichnungen gestochen wurden. Die Holzmodelle hatten den praktischen Zweck, den beteiligten Handwerkern bei Reparaturen und Erweiterungsarbeiten die genauen Arbeitsschritte am dreidimensionalen Modell zu erklären.
1768 trat Walter nach 27-jähriger Tätigkeit in den Ruhestand. Er verstarb im Jahr darauf und wurde auf dem „Oberen Evangelischen Gottesacker“, dem heutigen Protestantischen Friedhof, beigesetzt. Seine Grabstätte ist nicht erhalten.

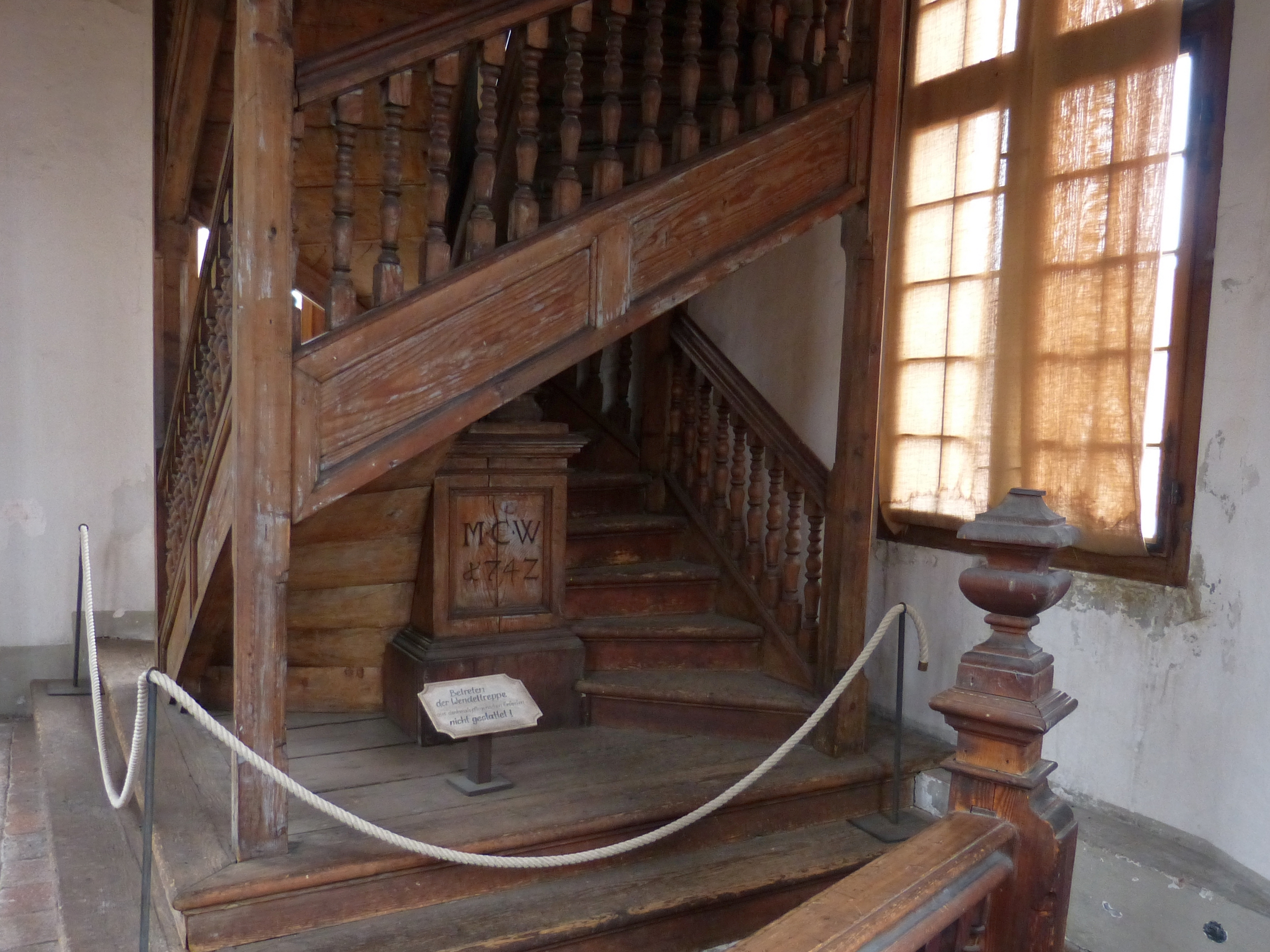
Doppelläufige Wendeltreppe von Caspar Walter (1742)
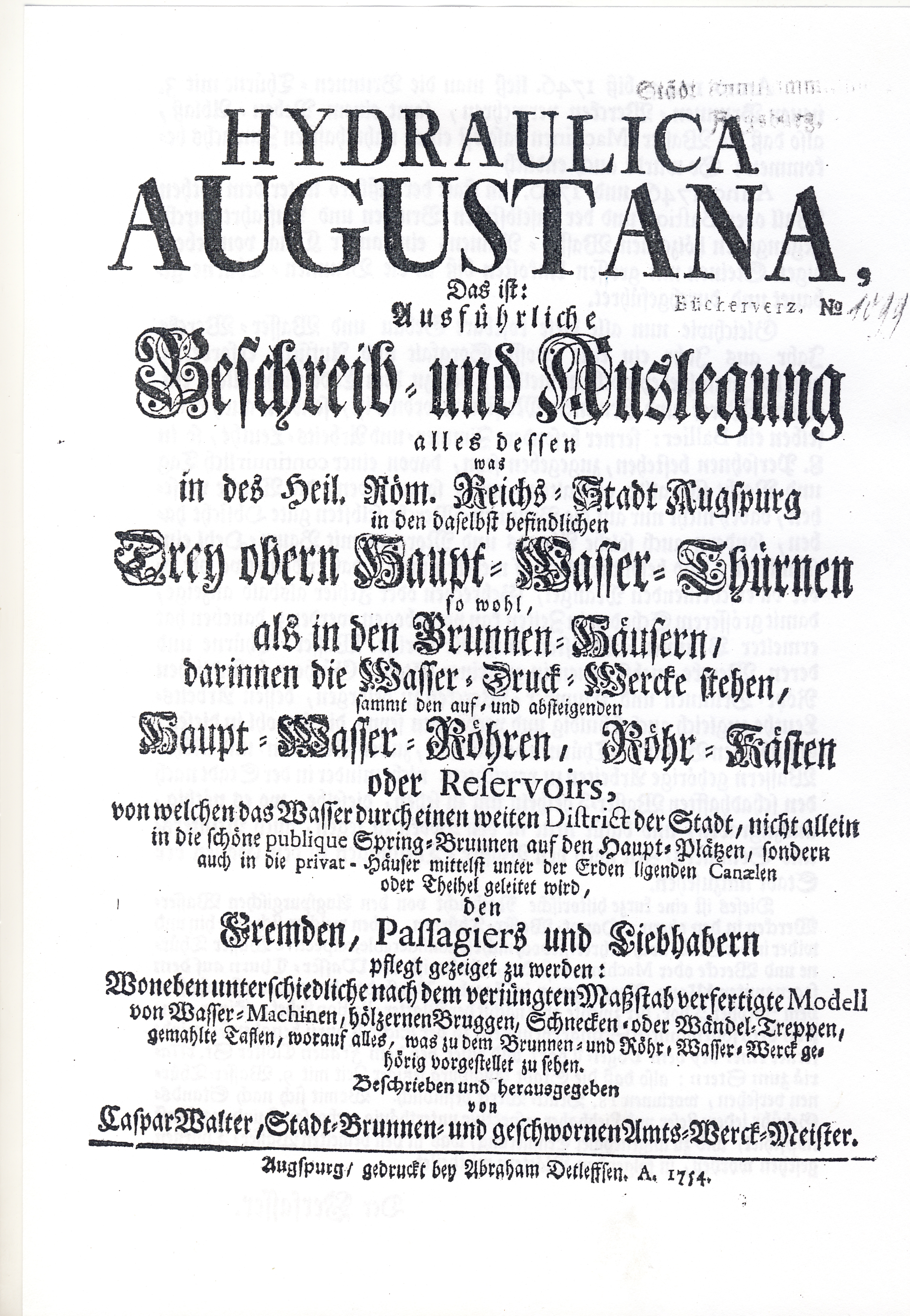
Titelblatt der Hydraulica Augustana von Caspar Walter (1754)
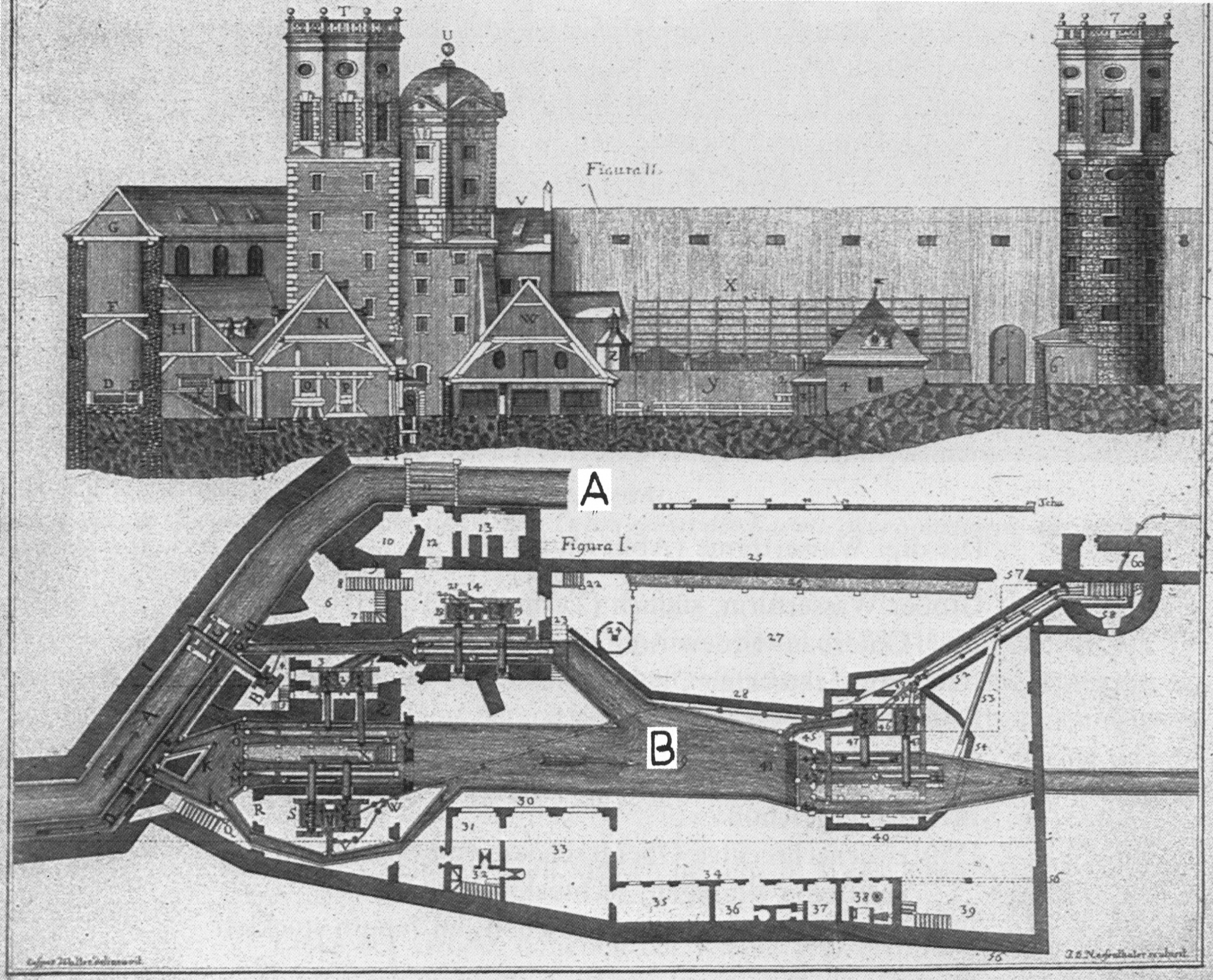
Das Wasserwerk am Roten Tor (1766)